# Doggystyle
Doggystyle este albumul de debut al rapperului american Snoop Dogg, lansat cu casa de discuri Death Row Records pe 23 noiembrie 1993. Albumul a fost înregistrat la scurt timp după lansarea albumului de debut al lui Dr. Dre The Chronic (1992), la care Snoop Dogg a contribuit semnificativ. Stilizarea muzicala a albumului este similară cu cea din Doggystyle. Criticii l-au lăudat pe Snoop Dogg pentru „realismul” versurilor din album și pentru flow-ul vocal distinctiv.
În ciuda criticilor mixte obținute la scurt timp după lansare, Doggystyle a avut parte de recunoaștere din partea multor critici muzicali ca unul dintre cele mai semnificative albume ale anilor 1990, precum și unul dintre cele mai importante albume de hip hop din toate timpurile. Asemănător cu The Chronic, sunetul distinctiv al albumului Doggystyle a ajutat la popilarizarea stilului hip hop G-funk, făcând din West Coast hip hop o forță dominantă a anilor 1990. Până în 2008, Recording Industry Association of America (RIAA) a creditat Doggystyle cu cvadruplu disc de platină pentru vânzări, fiind cel mai bine vândut album al lui Snoop Dogg.
Doggystyle a debutat pe prima poziție în clasamentul Billboard 200, și s-a vândut în 802,858 exemplare numai în prima săptămână; acesta era un record pentru un artist debutant și pentru cel mai repede vândut album din toate timpurile, până la The Marshall Mathers LP al lui Eminem din 2000. Doggystyle este inclus în lista revistei The Source a pentru „Cele mai bune 100 de albume rap”, precum și în lista revistei Rolling Stone pentru „Înregistrări esențiale ale anilor 90'”. About.com a plasat albumul pe poziția 19 în clasamentul celor mai bune albume hip hop/rap din toate timpurile.

## Concepție

### Context
Snoop Dogg s-a remarcat în industria muzicală în 1992, prin contribuțiile sale vocale la albumul The Chronic al lui Dr. Dre. Despre acest album se spune că „a transformat întreg sunetul West Coast rap” prin dezvoltarea a ceea ce avea mai târziu să devină „G-funk”. The Chronic a extins tematica genului gangsta rap cu blasfemie, versuri autoritariste și sample-uri suprapuse luate din înregistrările P-Funk ale anilor 1970. Snoop Dogg a contribuit vocal la piesa lui Dre, „Deep Cover”, ceea ce a dus la anticiparea lansării propriului album ca solist. Snoop s-a auzit și pe piesa „Nothin' but a 'G' Thang”, care a atins locul al doilea în Billboard Hot 100, aducându-i recunoaștere generală.
Doggystyle și The Chronic sunt asemănătoare mai ales pentru că ambele îl au ca interpret pe Snoop Dogg și pentru că ambele conțin producții ale stilului G-funk de Dr. Dre. Cele două materiale sunt legate de un număr mare de contribuții vocale ale artiștilor cu contract la casa de discuri Death Row Records, printre care Tha Dogg Pound, RBX și The Lady of Rage, și ambele conțin numeroase versuri misogine și blasfemice. În plus, cele două albume sunt considerate de către critici ca fiind primele „clasice G-funk”. Doggystyle a reprezentat și debutul vocalistei Nanci Fletcher - fiica interpretului de jazz Sam Fletcher.
Genul gangsta rap a fost criticat pentru versurile extreme, care de multe ori erau acuzate pentru încurajarea violenței între găști și crimelor între persoanele de culoare. Interpreții acestui gen au răspuns că ei doar descriu realitățile vieții în locuri precum Compton, California și Long Beach, California. Descriind albumul Doggystyle în 1993, Snoop Dogg s-a referit la realismul albumului și la faptul că acesta se bazează pe experiențe personale. A declarat, „Nu pot să fac rap despre ceva ce nu știu. Nu o să mă auziți niciodată făcând rap despre vreo licență. Totul reprezintă ceea ce știu și aici mă refer la viața de stradă. Asta e viața de zi cu zi, realitatea.” Explicându-și intențiile, Snoop Dogg declară că se simte ca un model pentru mulți tineri de culoare, și că piesele sale sunt concepute pentru a fi relatate la neliniștile lor. „Pentru copii, a crește în ghetouri,” spune el, „este o cale simplă de a lua parte la tot felul de lucruri greșite, în special la violuri și la vânzarea de droguri. Știu cum este să faci asta, și nu sunt mândru, însă nu îmi place să țin predici. Le voi dezvălui aceste lucruri în loc să îi las să afle singuri despre ce e vorba.” În plus, și-a explicat „visul” că va putea rezolva prin acest album: „Voi încerca să elimin violența între găști. Voi porni într-o misiune pentru pace. Știu că am multă putere. Știu că dacă aș spune, «Nu ucide», negrii nu vor ucide.”

### Înregistrare
Doggystyle a fost înregistrat la începutul anului 1993 la studiourile Death Row. A fost produs într-un stil similar cu The Chronic; unii critici l-au numit „copie la indigo”. Snoop Dogg a colaborat cu alte două grupuri muzicale, 213 și Tha Dogg Pound. Daz Dillinger, de la cel de-al doilea grup, l-a acuzat pe Dr. Dre că își asumă toate aprecierile pentru cântece, și a pretins că el și Warren G  nu au fost creditați pentru multe piese din album. Snoop Dogg a spus că Dr. Dre era capabil să creeze beat-uri fără ajutorul colaboratorilor și și-a adresat părerea către Warren G și Daz, declarând că „Ei au făcut beat-urile, Dre a produs piesa”. A discutat despre piesa „Ain't No Fun”, menționând că Daz și Warren G au creat beat-urile pentru Dr. Dre, însă „Dre le-a ridicat la un cu totul alt nivel!” Bruce Williams, afiliat cu Dr. Dre, a discutat despre porcesul de înregistrare din perioada lui Dre la Death Row Records, declarând:
„Dre va fi primul sosit în studio și ultimul care va părăsi studioul. Va începe să lucreze la beat-uri. Odată ce beat-urile încep să prindă formă, băieții încep să filtreze. Toată lumea va aduce o mică contribuție. La scurt timp beat-ul începe să-și facă simțită prezența. Te uiți prin cameră și fiecare individ care era rapper - de la Kurupt până la Daz și Snoop - va pune mână pe stilou. Vor începe să compună în timp ce Dre va face beat-urile, astfel încât când beat-ruile vor fi gata, băieții să nu mai piardă vremea. Să-i vezi pe toți acești indivizi - erau cu toții înfometați și doritori să facă ceva surprinzător. Atmosfera de acolo, n-avea cum să nu-ți placă.”
Williams a spus că albumul nu a fost niciodată terminat și că distribuitorii au insistat ca acesta să fie încheiat datorită solicitărilor de la fani, altfel s-ar fi anulat producția albumului. Acest fapt l-a determinat pe Dr. Dre să mixeze albumul și să adauge skiturile în 48 de ore, pentru ca albumul să fie pregătit de lansare. Redactorul revistei Rolling Stone, Jonathan Gold a descris cum a produs Dr. Dre un beat dintr-un scratch pentru a încheia partea de instrumental: „Dre poate să găsească ceva pe placul lui într-un drum break vechi, să pună totul cap la cap și să înlocuiască treptat fiecare parte cu un sunet mai bun de tom-tom, cu un sunet de tobă bas pe care îl adoră, până în momentul în care beat-ul este la fel de legat de original precum Incredibilul Hulk este de Bill Bixby.” De asemenea, Gold a descris cum piesa progresează cu alți muzicieni care contribuie la cântec, declarând: „Un basist intră în studio, își despachetează instrumentul și dă drumul la o piesă la bas de două note peste beat, apoi pleacă și urmărește CNN, în timp ce cele două note ale sale se repetă la infinit. Un tip zâmbăreț cu o bluză în dungi cântă o melodie la un vechi sintetizator Minimoog, învhechit, din anul 1982, iar Dre face un scratch ca un sunet de plescăit surfedelic, după care dintr-un Akai MPC60 se aude un țipăt, o notă sobră de pian, o ejaculare din prima înregistrare Beastie -- «Let me clear my throat»—și un moment de sentimente amestecate are loc, pocnituri, răsuflări, aproape destul de tare cât să le poți vedea.”
În august 1993, în timpul înregistrării albumului alături de Dr. Dre, Snoop Dogg a fost arestat în legătură cu moartea lui Phillip Woldermarian, un membru al unei găști rivale care a fost împușcat și ucis în timpul unei lupte. Conform acuzațiilor, bodyguardul rapperului, McKinley Lee, l-a împușcat pe Woldermarian în timp ce Snoop Dogg conducea vehiculul; rapperul a declarat că asta a fost o formă de autoapărare, afirmând că victima îl urmărea pe Snoop Dogg. A petrecut mare parte din anul 1995 pregătind cazul, care a fost judecat la finalul aceluiași an. A fost curățat de toate acuzațiile în februarie 1996, când a început să lucreze la cel de-al doilea album al său, Tha Doggfather.

### Semnificația titlului
Titlul albumului face aluzie la poziția sexuală a câinelui (în engleză, „Doggy style”) și este totodată o referința la numele muzicianului. Coperta, care a fost creată de Joe Cool, reprezintă temele abordate în acest album și stilul de îndeplinire al acestor idei. Unii critici cred că imaginea de pe copertă ilustrează o femeie ca pe o gară ce urmează să fie umplută de un bărbat, ceea ce, după părerea lor, aderă la temele narcisiste și misogine pe care Snoop Dogg le abordează. În această interpretare, coperta și versurile comunică despre stilul de viață al gangsterilor, droguri, mașini, sex și bani. Coperta utilizează câteva citate din piesa Atomic Dog (1982) a lui George Clinton. Citatele provin de la câinii aflați deasupra peretelui din cărămidă de pe copertă, care spun „Why must I feel like dat?”, „Why must I chase da cat?” și „Nuttin' but da dogg in me”.